# Villamosmozdony

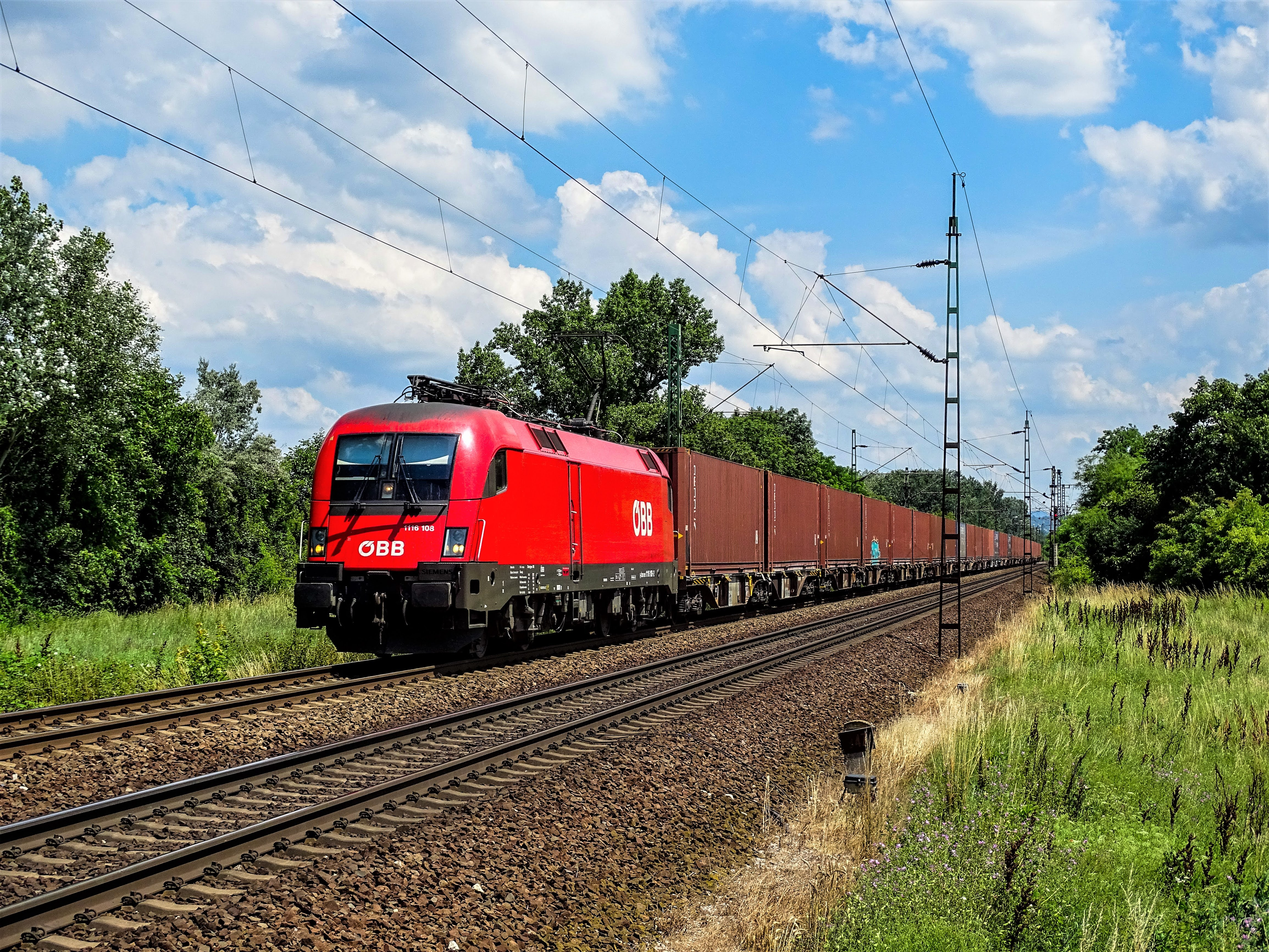
ÖBB 1116-os sorozatú villanymozdony konténervonattal

A villamosmozdony, vagy villanymozdony olyan vasúti vontatójármű, amely a külön e célra épített helyhez kötött villamoshálózatból nyert (ritkábban a jármű saját akkumulátortelepében tárolt) villamosenergiát alakítja át a vontatáshoz szükséges mechanikai munkává.

## Története

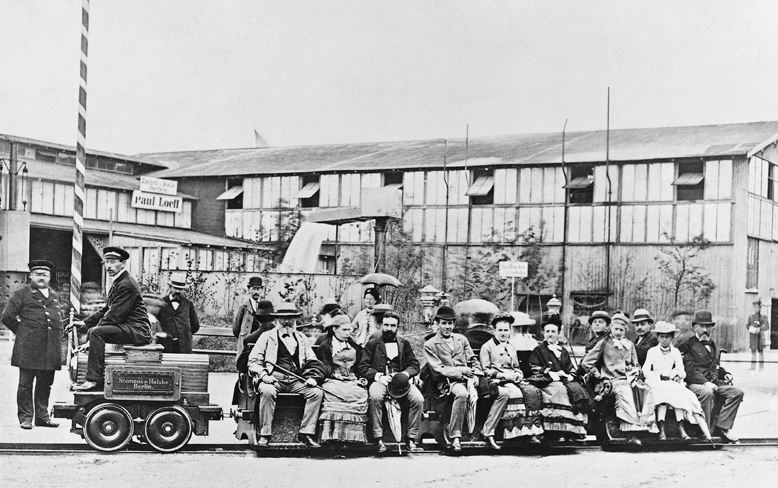
A Siemens AG első villamosmozdonya

A villamos gépek létrehozásának elméleti és gyakorlati háttere a 19. század közepén alakult ki. Úttörő szerepet vállalt ebben a munkában Jedlik Ányos, a pesti egyetem bencés rendi tanára, aki behatóan foglalkozott a villamosság gyakorlati alkalmazásának kérdéseivel. A villamos áram mágneses hatásának szemléltetésére 1827-28-ban készítette el a folyamatos forgó mozgást végző villamdelejes forgonyát, amely az első, tisztán az elektromágneses hatás alapján működő, kommutátoros elektromotor volt. Találmányával hat évvel előzte meg az első, gyakorlatban alkalmazott villamos motort.
Jedlik Ányos a berendezést továbbfejlesztve bebizonyította, hogy a villamosmotor járművek hajtására is alkalmazható, és 1855-ben elkészítette a villamos motorkocsi modelljét. Széles körű kísérleti tevékenységét és eredményeit a nagy tudós szinte alig publikálta, vitathatatlan azonban, hogy munkássága egyértelműen megalapozta a villamos gépek elméletét és gyakorlatát.
A világ első villamos vasúti vontatójárművét Werner von Siemens 1879. május 31-én mutatta be a nagyközönségnek a berlini Iparmű Kiállításon. A 2,2 kW teljesítményű, 100 V feszültséggel működő kis mozdony három kocsit vontatott az 520 mm nyomtávú, 300 méter hosszúságú pályán. A vasutat egy dinamó látta el villamos energiával. Mai fogalmaink szerint inkább játékszernek, semmint komoly vasúti járműnek tűnt ez a guruló alkalmatosság, mégis csakhamar megmozgatta az új dolgok iránt fogékony vasúti szakemberek és az üzletemberek fantáziáját is.
Az „igazi” nagyvasúti villamos vontatás Európában 1899-ben indult meg a svájci Burgdorf-Thun közötti 40 km hosszúságú vonalon. A Brown Boweri & Cie. cég által gyártott mozdonyokba és motorkocsikba beépített indukciós motorokat 750 V feszültségű, 40 Hz frekvenciájú, háromfázisú felsővezetékről táplálták.
A Siemens & Halske cég ugyanabban az évben kezdte el a kísérleteket a lichterfelde-i próbapályán a 10 kV feszültségű váltakozó áramú villamos rendszerrel. 1901-ben helyezték üzembe a Marienfelde és Zossen közötti 23 km hosszú katonai vasúton a Siemens & Halske és az AEG (Allgemeine Elektrizitätsgesellschaft) cégek által a villamos gyorsvasutak kifejlesztésére létrehozott munkaközösség háromfázisú felsővezeték-rendszerét. A pálya mellett felállított oszlopokon egymás alatt helyezték el a három fázisnak megfelelő munkavezetékeket. A vonalon végzett próbafutások során egy háromfázisú aszinkron motorokkal felszerelt villamos motorkocsival 214 km/h sebességet értek el.
A három munkavezeték és a vontatójárműveken egy meglehetősen magas árbócon elhelyezett három, lepkeszárnyszerű áramszedő miatt hamar nyilvánvalóvá volt, hogy ez a rendszer üzemszerűen nem használható a vasúti vontatásban (gondoljunk csak a kitérőkre, vagy keresztezésekre, ahol ez a felsővezeték-rendszer szinte megoldhatatlan problémát jelentett volna).
Mindezek ellenére a kísérletek a vasút-villamosítás szempontjából nagyon fontos eredményeket szolgáltattak, és nagymértékben meghatározták a továbbfejlesztés lehetséges útjait.

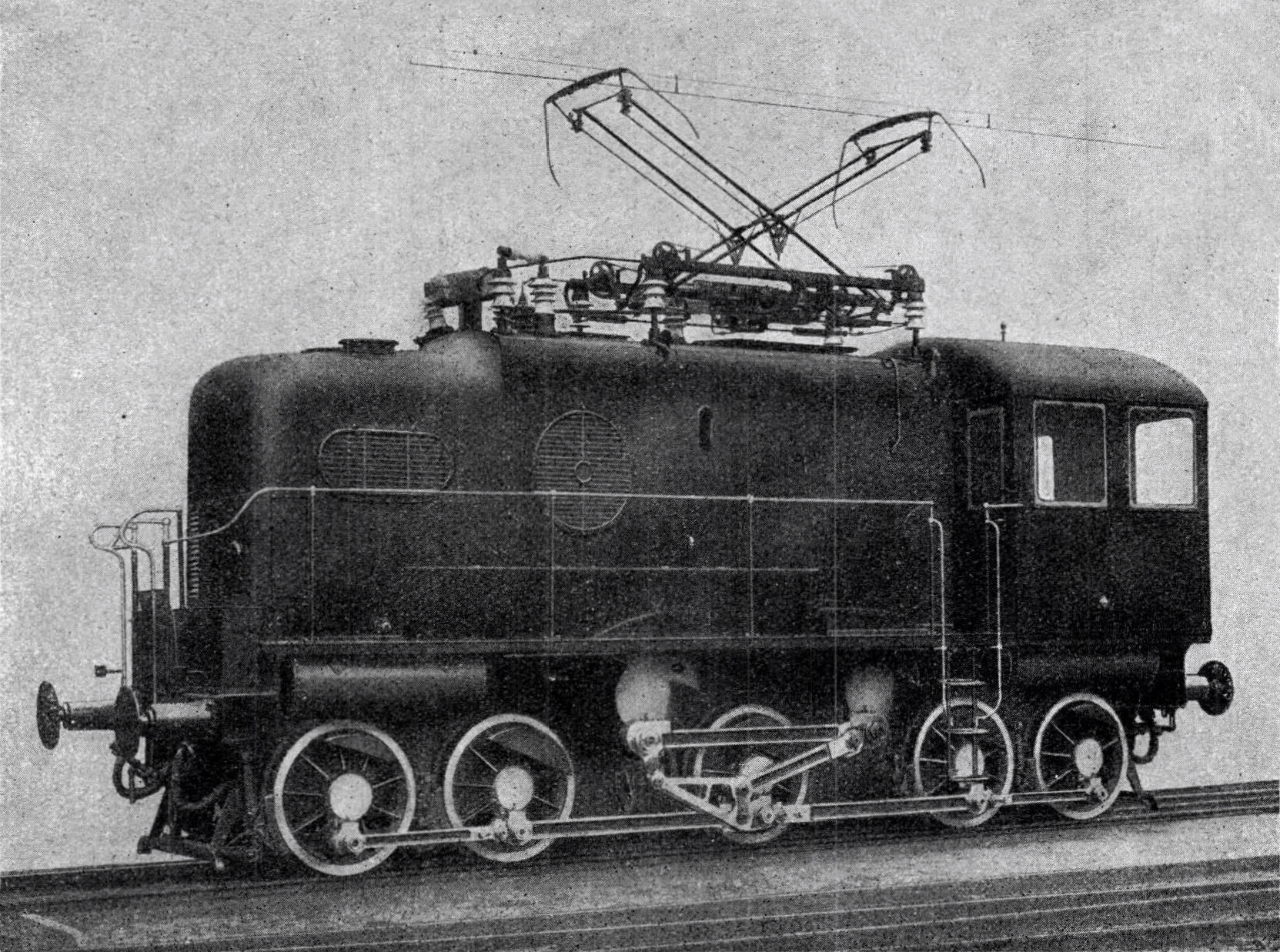
Kandó Kálmán első villamos mozdonya

A váltóáramú rendszerek között hosszú ideig a háromfázisú vontatás tartotta a vezető szerepet. Ez a vezető szerep egy magyar mérnöknek dr. Kandó Kálmánnak a zsenialitását dicsérte. Az olasz Valtellina vasút 1902-ben történő megépítésével bizonyította be – a budapesti Ganz gyárban készült mozdonyokkal -, hogy háromfázisú rendszernek a nagyvasútnál helye van. Nagy előnye a többi motortípussal szemben, hogy áramvisszanyeréssel való fékezésre a legalkalmasabb volt. Az aszinkron motornak még további előnyei is voltak, hogy nagy forgónyomatékkal és a többi motortípust felülmúló gazdaságossággal dolgozott. A motor fordulatszáma a terheléstől csaknem független, azaz kis és nagy terhet csaknem ugyanolyan sebességgel tudott továbbítani. Ez elsősorban hosszú és nagy emelkedésű, nagy teherforgalmat lebonyolító hegyi pályákra tette alkalmassá. Azonban a motorok merev karakterisztikája sűrű személyforgalmú vonalakon hátrányos volt, mert az állomási túltartózkodásból eredő késéseket nem tudta behozni. A háromfázisú rendszert Európában Olaszország vezette be a legelterjedtebben.
Az egy és háromfázisú rendszerek előnyeit egyesítette a fázisváltós rendszer. A munkavezeték egypólusú, a 15 000 voltos egyfázisú áram frekvenciája a normális ipari frekvencia volt, a hajtómotorok viszont alacsony frekvenciára és kis feszültségre építhető aszinkron motorok voltak.
A MÁV első villamos próbamozdonya szintén fázisváltós volt.

## A villamos vontatás előnyei a gőzvontatással szemben

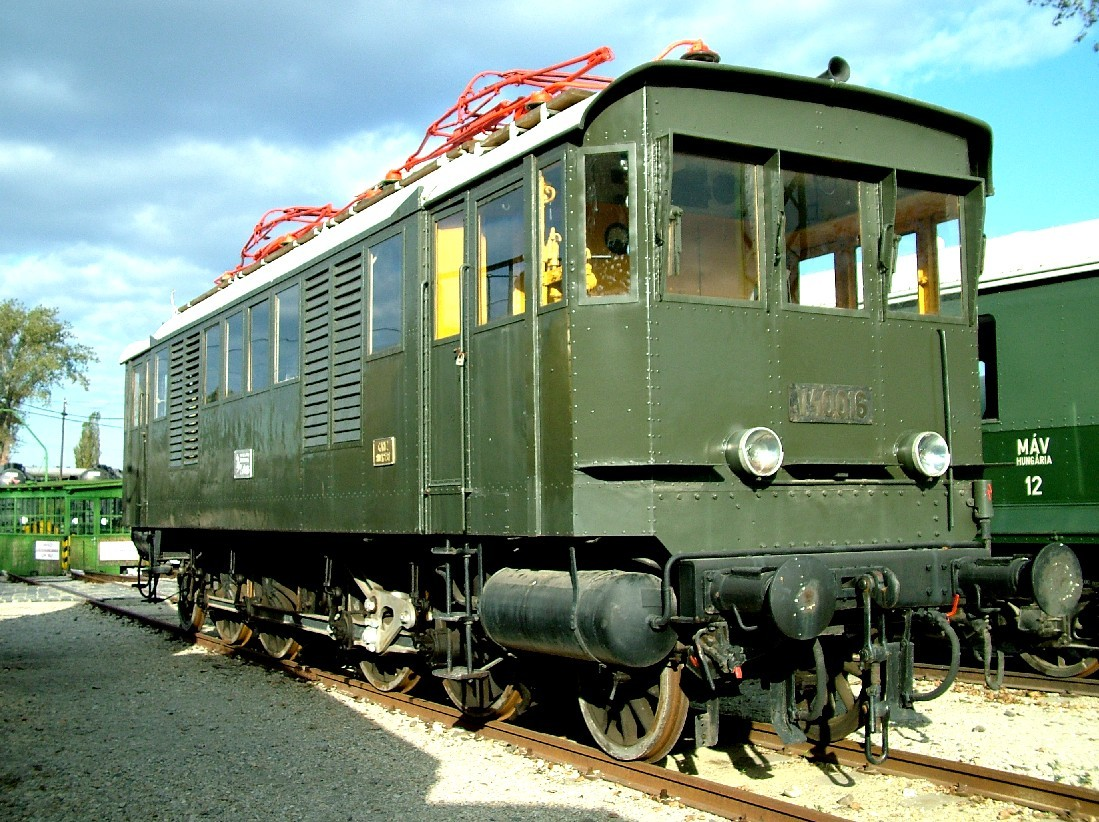
MÁV V40

- A villamos vontatás összhatásfoka lényegesen nagyobb a gőzvontatásénál.
- a gőzüzemmel szemben a villamos üzem nagyobb teljesítőképességű.
- A szén- és vízvételezés ideje megtakarítható. A nagy teljesítményű villamos mozdonyok révén a vonatok átlagos tömege és sebessége a pálya átépítése nélkül is növelhető. Az alagutak szellőzése a villamos vontatásnál kedvezőbb. A villamosmozdony gazdaságosabb üzemű a gőzmozdonyénál, mert számos olyan veszteség nem jelentkezik, amely a gőzmozdonynál elháríthatatlan (begyújtás, ácsorgás, fűtőházban való gőztartás végett való szénfogyasztás).
- A számos vízi erőművel rendelkező országok (pl. Svájc, Norvégia) a külföldtől való függőségét is csökkenti.

Magyarországon Zipernowsky Károly vezetésével 1878-ban alakult meg a Ganz gyár elektrotechnikai műhelye. Zipernowsky a világon elsőként dolgozta ki azt a nagysebességű villamosvasúti rendszert, amelyet egy Budapest és Bécs között 250 km/h sebességgel közlekedő vonat hajtására kívánt felhasználni.
Hazánkban a villamos vontatás a nagyvárosi tömegközlekedésben jelent meg. Az első elektromos hajtású városi vasúti jármű (a villamos) 1887-ben Budapesten a Nyugati pályaudvar és a Király utca között kiépített 1000 mm nyomtávú kísérleti pályán indult útjára. A sikeres próbaüzemet 1889-ben a Stáczió utcai (ma Baross utca), majd a Podmaniczky utcai villamos üzembe helyezése követte.

## Villamosítási tervek
A 19. század utolsó évtizedében már több elképzelés született a meglevő vasútvonalak villamosítására, vagy új, villamos vasutak építésére. 1891 szeptemberében kelt az az engedély, amelynek alapján a Bp. Nyugati pályaudvarról induló, Herminamező, Kiszugló, Pusztaszentmihály, Gödöllő közötti HÉV előkészületeit megkezdték.
A századfordulón már a Bécs felé vezető vasútvonal villamosításának gondolata is felmerült, azonban ez még sokáig csak terv maradt. Sok más, villamosított vasútvonal létrehozására vonatkozó elképzelés között különösen érdekes, hogy már a 19. század végén komolyan fontolóra vették a Balaton északi partján futó villamos üzemű fővasúti vonal megépítését. Herczeg Miklós egyetemi professzor a vasút pesti végállomását a Fővám térre javasolta, innen egy Duna-hídon át Budaörs, Székesfehérvár, Veszprém, Balatonfüred, Badacsony, Balatonederics, Keszthely, Hévíz, Zalaszentiván érintésével haladt volna tovább a vonal a másik végállomásig, a mai Horvátország területén levő Csáktornyáig (Čakovec). A vasút több helyen keresztezte volna a MÁV vonalait. Az építéshez az előmunkálati engedélyek is rendelkezésre álltak, azonban a szükséges pénzügyi fedezet hiánya miatt a nagyszabású terv nem valósulhatott meg.

## A villamosmozdonyok napjainkban

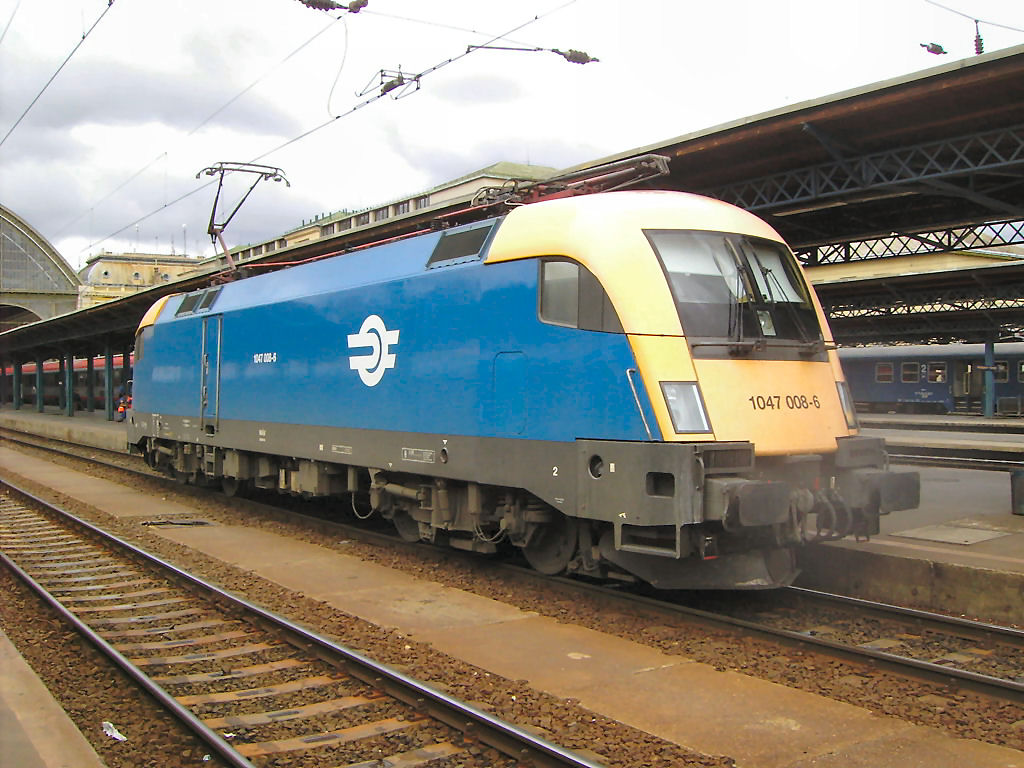
Egy korszerű Siemens Taurus villamosmozdony a MÁV szolgálatában

Az új európai villamosmozdonyok jellemzően legnagyobbrészt négytengelyűek. Ez a Bo’Bo’ tengelyelrendezés mutatkozik mind a személy-, mind a teherszállításban a leggazdaságosabb kivitelnek. Ezeken mozdonyokon optimális a vonóerő és a tömeg közötti arány. Tipikus indító vonóerő 300 kN, tömege általában 84–86 tonna a beépített berendezéstől függően. Az indításkor kihasználható maximális tapadási tényező értéke kb. 36%.
Annak ellenére, hogy ez magas érték, a korszerű szabályozások ezt az adhéziókihasználást még nedves sínviszonyok között is többnyire lehetővé teszik. Ez a sín- és a kerékfelületek aktív “tisztításával” érhető el, a szabályozott szlip biztosításával. A mozdonygyártók célja, hogy a mozdonyt kis súlyúra tervezze ilyen és fejlett adhéziószabályzóval ellátva, ahelyett hogy a járműtömeget 90 tonnára vagy a fölé emelje. Az alacsonyabb mozdonytömeg egyértelmű előnye a kisebb pálya-igénybevétel, és ezzel a kisebb kerék- és sínkopás.
A mozdony megkívánt méretezési teljesítményét a legnagyobb sebességen megkövetelt vonóerő határozza meg (teljesítmény = vonóerő × sebesség).
A múltban bizonyos mozdonyokat nehéz személyszállító vonatok 230 km/h sebességgel való továbbítására és teherforgalomra is használtak. Ennek megfelelően igen magas teljesítményeket kellett beépíteni, mint például 6,6 MW-ot a német BR 101-be, vagy 7 MW-ot a svájci Re 460-ba. Azóta az üzemi tapasztalat megmutatta, hogy ekkora teljesítmények nem vihetők át megbízhatóan a pályára, így a legtöbb esetben a vonattovábbítás kihasználható határait meghaladják. Ennek a tapasztalatnak a birtokában, valamint kereskedelmi szempontokat is figyelembe véve egy 5,6 MW-os teljesítmény számít reális mértékűnek igen sok alkalmazásban, mind a teher, mind pedig a személyszállításban. Teherszerelvények általában 80–120 km/h sebességgel üzemelnek 170–300 kN közötti vonóerővel. Az üzemi sebességtől és az emelkedők nagyságától függően egy villamos mozdony sík pályán 3000 t fölötti, 27‰ tartós emelkedőn pedig egy kb. 700 t tömegű szerelvényt tud biztonsággal vontatni. Így a legtöbb személy és tehervonat egyetlen mozdonnyal közlekedtethető Európában. Olyan esetekben, amikor ezeknél nagyobb terhelésekre van szükség, két Bo’Bo’ mozdony csatolható például nehéz agyagszállító vonatok vontatására a németországi Limburg városából egészen a Lötschberg vonal kezdetéig, a svájci Thunig, 12‰–es lejtőkön is 75 km/h sebességgel. A maximális vonóerőt ilyen nehéz szerelvények továbbítása során az Európában mozdonyokon és tehervagonokon használatos UIC vonóhorog szakítóereje határozza meg. Ez a maximális vonóhorogerőt kb. 600 kN-ra korlátozza, és ez megfelel két négytengelyes mozdony csatolt üzemű vonóerejének. Ez a koncepció sok év tapasztalata alapján bizonyított Svájcban az Alpokon áthaladó vonatok továbbítása során. Amennyiben még nagyobb vonóerőre lenne szükség, tolómozdonyt is alkalmaznak.
A Bo’Bo’ tengelyelrendezésnek előnye, hogy az Európában fellelhető legtöbb igényt ki lehet elégíteni egyetlen mozdonnyal, figyelembe véve, hogy a vonatterheléseket a legnagyobb tengelyterhelés és a vonatok hosszát a nemzeti infrastruktúrák sajátosságai határozzák meg. Két Bo’Bo’ mozdony kettős vezérléssel az UIC vonóhorog által szabott határig nagy tömegű vonatokkal teljesen kiterhelhető. Ezzel szemben két hattengelyű mozdony már túllépné az UIC vonóhorog szabta vonóerőkorlátot, így nem lehetne optimálisan használni.

## Villamosmozdonyok fajtái
- Áramfelvétel szerint:

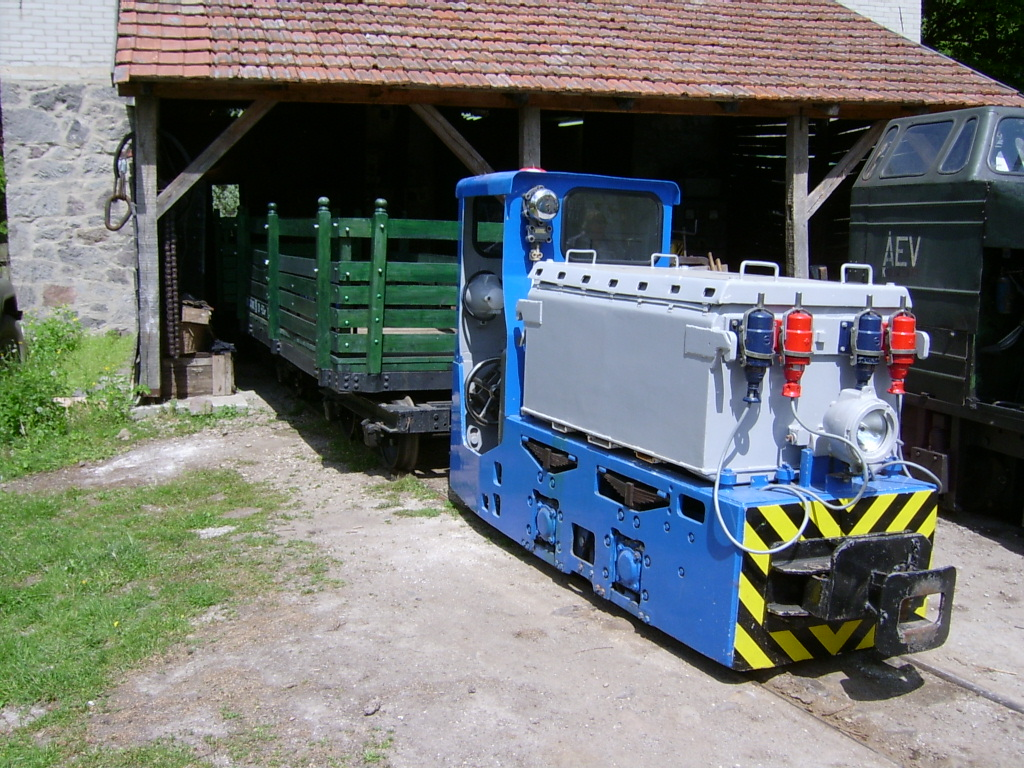
Akkumulátoros villamosmozdony a Kemencei Erdei Múzeumvasúton

  - Nincs üzem közbeni áramfelvétel (akkumulátoros motorkocsi),
  - alsósínes,
  - felsővezetékes
- Áramrendszer szerint:
  - egyenáramú,
  - váltakozó áramú

Bizonyos mozdonyoknál ezek különböző kombinációja is elképzelhető.